# Peschiera del Garda

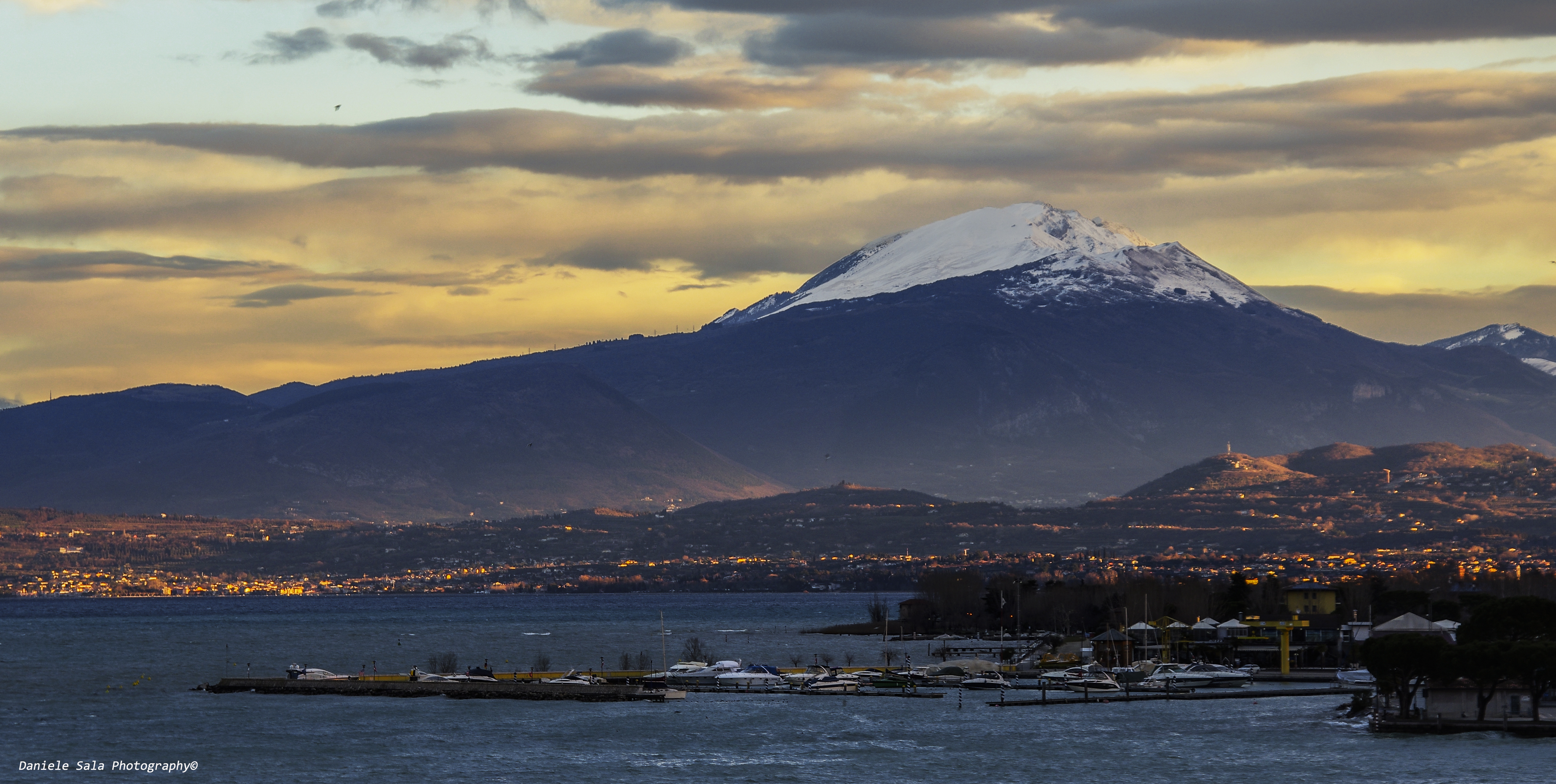
Peschiera del Garda con il monte Baldo sullo sfondo

Peschiera del Garda (Pischéra in veneto) è un comune italiano di 10 930 abitanti della provincia di Verona in Veneto. È il comune più occidentale della regione e il territorio comunale confina con le province lombarde di Brescia e Mantova.
Peschiera registra ogni anno circa 2,4 milioni di presenze ufficiali, cifre che la collocano al ventunesimo posto assoluto in Italia fra le destinazioni turistiche, e al secondo dopo Lazise come meta lacustre italiana.
Nel comune sono localizzati due degli antichi insediamenti sulle Alpi (il sito palafitticolo Belvedere e del lago del Frassino), dal 2011 nella lista dei patrimoni dell'umanità dell'UNESCO.
Dal 9 luglio 2017 la fortezza di Peschiera è entrata a far parte del patrimonio dell'umanità UNESCO, nel sito seriale transnazionale "Opere di difesa veneziane tra XVI e XVII secolo: Stato da Terra-Stato da Mar occidentale".

## Geografia fisica

### Territorio

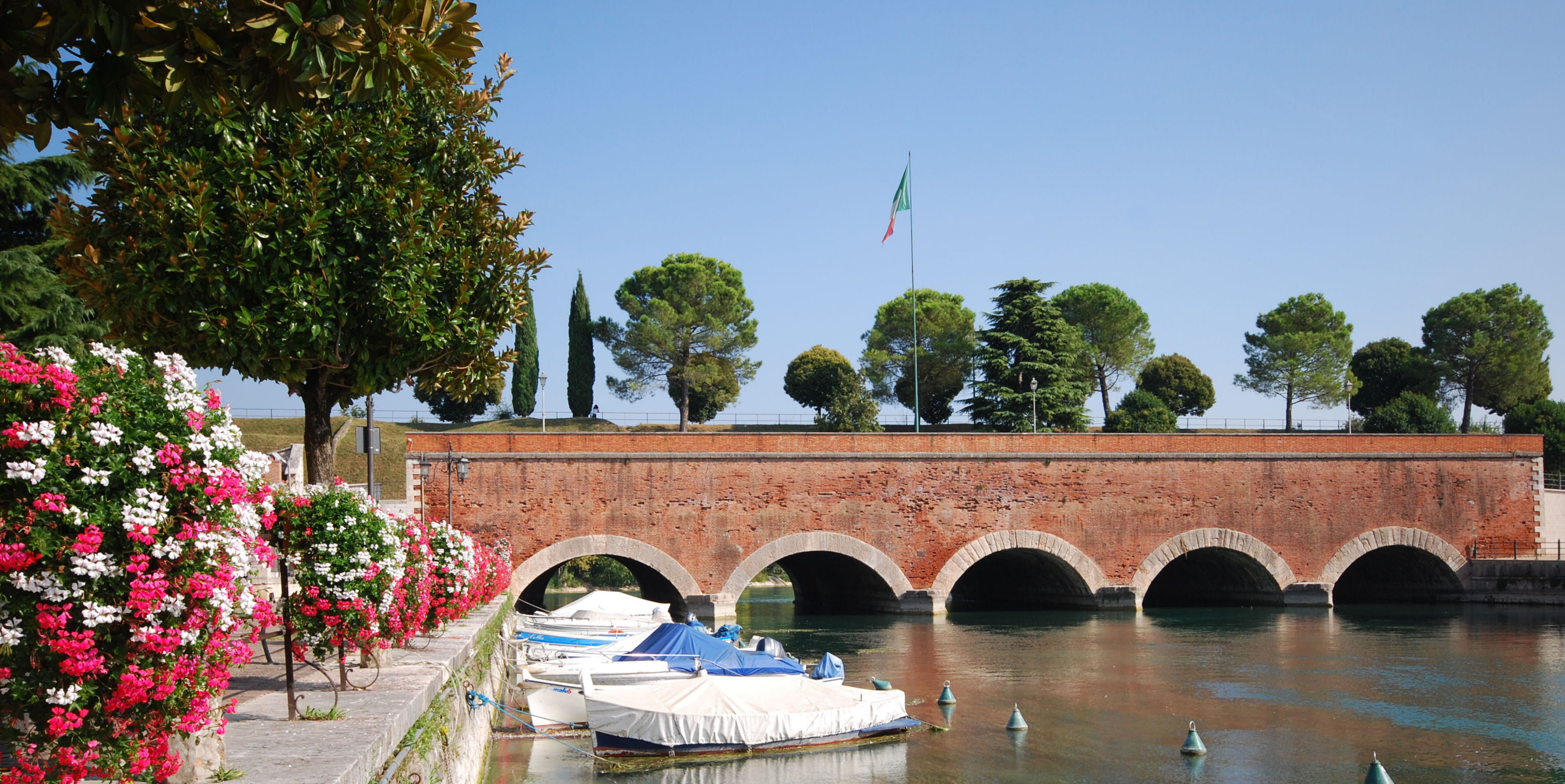
Ponte dei Voltoni

Peschiera del Garda si trova circa 25 chilometri ad ovest di Verona. Si affaccia a sud del lago di Garda in un'area riparata dai venti.
Presso Peschiera esce l'emissario del lago di Garda, il Mincio. La costruzione della città murata di Peschiera circondata dalle acque ha modificato il percorso naturale del fiume: per permettere la difesa della città, infatti, sono stati costruiti tre rami di uscita dal lago che si riuniscono poi a sud dell'abitato.
È inoltre punto d'inizio di una pista ciclabile di 43,5 km che transita lungo le alzaie del fiume Mincio, tra le città di Peschiera del Garda e Mantova. La partenza, se si segue il tragitto nord-sud, è presso il viadotto ferroviario di Peschiera del Garda. La pista inizia sulla riva destra del Mincio, passando a quella sinistra nel comune di Monzambano, presso la diga di Salionze.
La città dispone di un'importante stazione ferroviaria sulla linea Milano-Venezia dove fermano treni ad alta velocità Frecciarossa EC e Italo della linea AV Torino-Venezia e i regionali e regionali veloci della linea Brescia-Verona. Fino al 1967, vi faceva capo anche la ferrovia Mantova-Peschiera.
Peschiera è dotata di un casello autostradale sull'Autostrada A4 ed è attraversata dalle strade regionali (ex statali) 11 Padana Superiore e 249 Gardesana Orientale.
Dal porto sono raggiungibili tramite battelli tutti i comuni del lago di Garda.
La fortezza di Peschiera è un'imponente opera difensiva che per secoli ha protetto il centro abitato di Peschiera del Garda.

## Storia

### La preistoria
Grazie alla sua particolare collocazione geografica di collegamento tra l'area alpina e la pianura padana, Peschiera ha giocato nel corso della storia un ruolo di rilevante importanza. Già da allora l'area era al centro di scambi e commerci.

I primi insediamenti in quest'area sono datati intorno all'età del Bronzo, di cui rendono testimonianza alcuni siti palafitticoli e diversi reperti archeologici.
Sono stati riconosciuti almeno sette villaggi palafitticoli, I due più importanti sono denominati Imboccatura del Mincio e Bacino Marina dove furono trovati in abbondanza materiali ceramici, andati persi quasi tutti, e in metallo. Il periodo del ritrovamento, dal 1851, fu in coincidenza del rinforzo dei bastioni da parte degli austriaci, come austriaci furono i primi rilievi fatti da Keller e dall'archeologo barone von Sacken.
Peschiera ha dato il nome ad un periodo cronologico recente dell'età del Bronzo: Peschiera-Zeit

### Da Roma al Medioevo

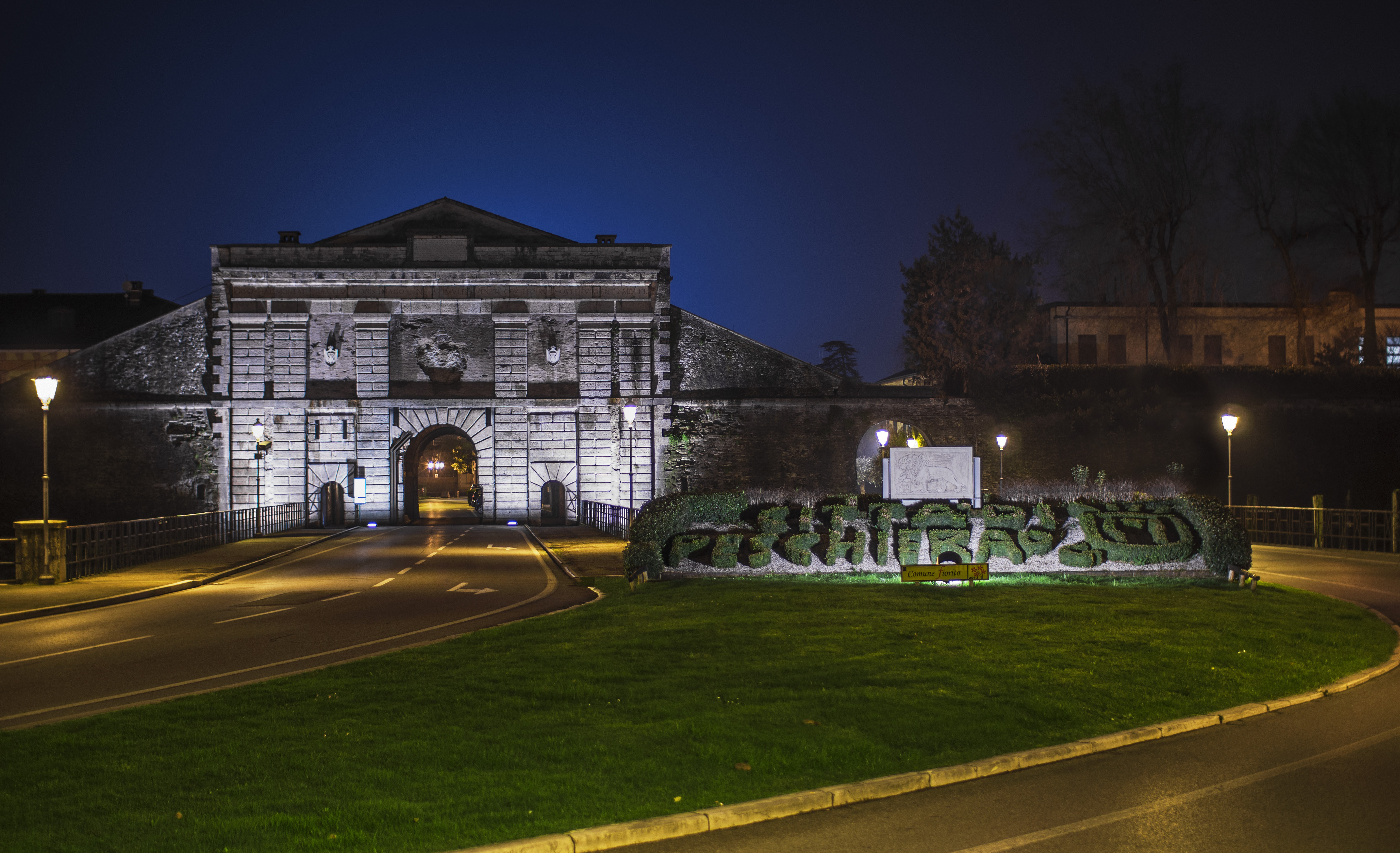
Porta Verona prima della ristrutturazione

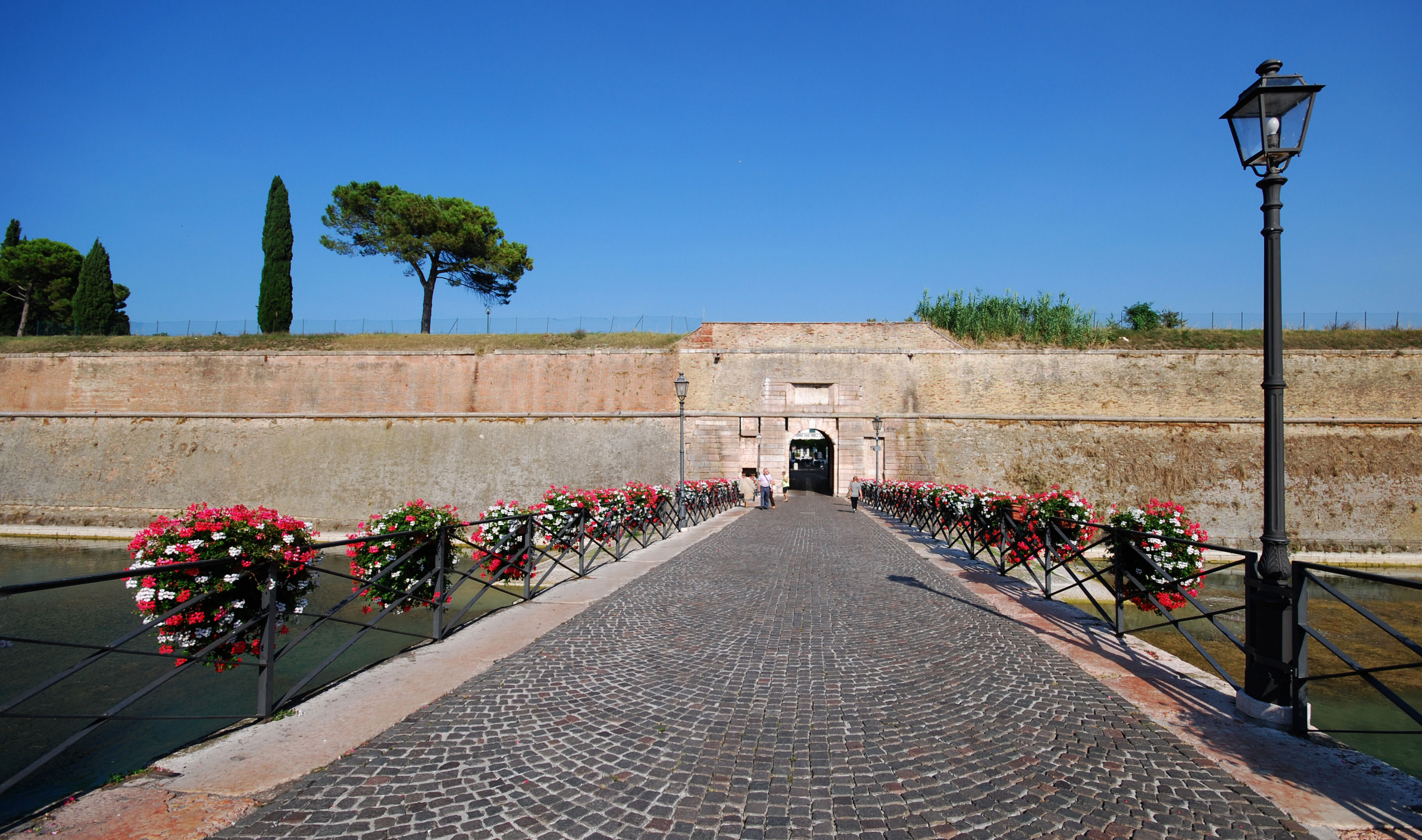
Porta Brescia

La città romana, dal nome di origine celtica Arilica, era situata nell'attuale centro storico ed era un vicus, soggetto come Verona alla tribù Poblilia. In epoca romana il territorio di Peschiera del Garda era attraversato da un'importante strada romana, la via Gallica. Plinio il Vecchio, riguardo alla città, descrive l'abbondanza del pescato complice l'uscita dell'acqua dal lago verso il fiume Mincio:
Sembra che lo stemma comunale nasca proprio da queste condizioni favorevoli, due anguille d'argento con una stella d'oro. Nei pressi di Peschiera, verso Salionze, una tradizione tuttavia poco attendibile riporta che il papa Leone I abbia fermato Attila, senza armi, sul guado del Mincio nel 491 dopo una campagna di conquista e distruzione in cui fu rasa al suolo Aquileia.
La prima testimonianza documentale longobarda è un atto del re Liutprando che dona al già esistente priorato di Bardolino una corte regia di pesca al monastero di Bobbio, una seconda donazione da parte di re Rachis si ebbe con la grande pischaria di Peschiera del Garda.
È attorno all'VIII-IX secolo che Arilica cambiò nome in Peschiera. Pare che durante la catastrofica invasione degli Ungari (899), Peschiera abbia permesso allo sconfitto re d'Italia Berengario I di sopravvivere e riprendere il proprio ruolo. Peschiera fu una delle località interessate dalle vicende umane e storiche che si svolsero tra l'XI secolo e il XIII secolo e dalle numerose proprietà che videro protagonisti i vari componenti della famiglia degli Ezzelini. Proprietà che furono certosinamente accertate, censite e documentate dopo la loro definitiva sconfitta avvenuta nel 1260.

### Medioevo ed età moderna
Dopo di allora la città fu legata nei destini a filo doppio con Verona. Nel 1262 con l'elezione a Capitano del Popolo del futuro Mastino I della Scala (Leonardino), Peschiera diventò un punto vitale per la Signoria Scaligera, con un breve intervallo iniziale sotto il dominio del sanguinario Ezzelino da Romano. Tantoché la fine della signoria fu frutto anche della caduta della città nel 1387 per mano di Gian Galeazzo Visconti signore di Milano e figlio di Regina della Scala.
La Repubblica di Venezia entrò in possesso di Peschiera nel 1440 per mano di Francesco Sforza, al soldo della Serenissima. La parte più importante delle mura fu eretta a partire dal 1549 su progetto di Guidobaldo della Rovere, duca di Urbino, vi furono anche progetti di Michele Sammicheli e Anton Maria Lorgna.
Peschiera è una città murata con la presenza stratificata di molti progetti fin dal VI secolo; possiede quindi un sistema di mura fra i più completi in Italia che ha mantenuto la caratteristica di essere circondata dall'acqua. Il fatto di essere una città militare comportava aspetti diversi, fra cui le servitù militari che, sempre più pesanti, strozzavano e indirizzavano l'economia verso canali via via più stretti. Ne è testimonianza una supplica del 1589:

### Età contemporanea
Nel 1815 con il Congresso di Vienna Peschiera passò al Regno Lombardo-Veneto, sotto la provincia di Mantova. Entrò così a far parte del poderoso sistema difensivo del Quadrilatero. Fu conquistata dai piemontesi il 30 maggio 1848, ma passò all'Italia solo nel 1866 con il trattato di Praga, dopo la III guerra d'indipendenza. Il passaggio all'Italia avvenne con una triangolazione: l'Austria cedette il Veneto alla Francia che subito lo passò all'Italia. Nel 1859, dopo la Seconda guerra d'indipendenza, passò sotto la provincia di Verona, e vi rimase anche dopo l'annessione all'Italia.
Il comune fu denominato fino al 1930 Peschiera sul Lago di Garda.

### Simboli
Lo stemma comunale è stato riconosciuto con decreto del capo del governo del 9 marzo 1935.
Il gonfalone, concesso con DPR del 19 gennaio 1962, è costituito da un drappo di rosso.

## Monumenti e luoghi d'interesse

### Architetture religiose

#### Santuario della Madonna del Frassino

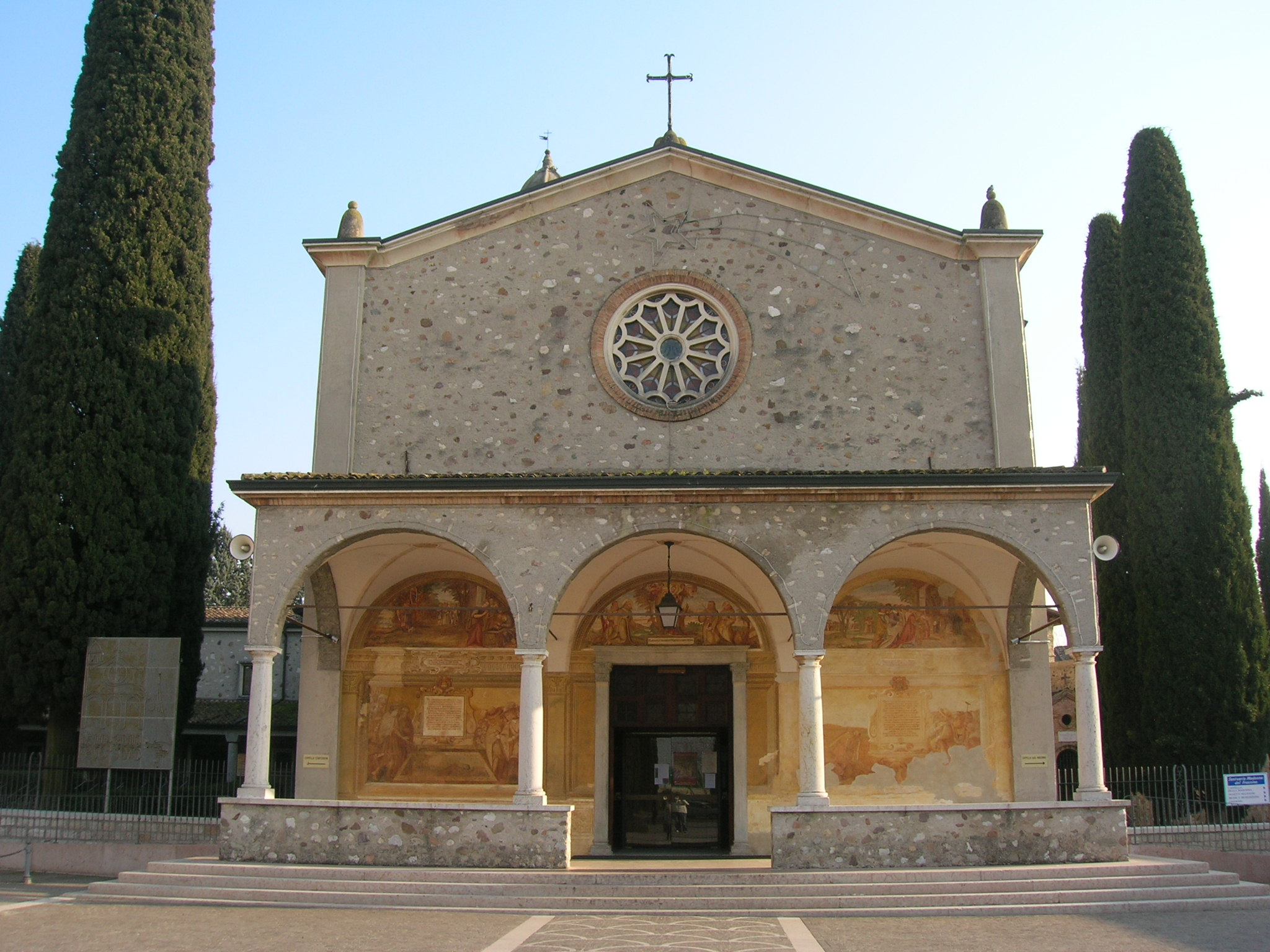
Santuario della Madonna del Frassino

Il santuario ha tre aspetti importanti, quello religioso, quello artistico e quello storico. Fu eretto nel luogo dove il contadino Bartolomeo Broglia, aggredito da un serpente, avrebbe veduto materializzarsi una statuetta della Madonna l'11 maggio 1510 fra i rami di un frassino. Il contadino pregò la Madonna di salvarlo e subito il serpente si allontanò. Qualche giorno dopo la statua fu portata all'arciprete di Peschiera, che la portò nella chiesa della disciplina, ma durante la notte scomparve e fu ritrovata sullo stesso frassino dove il Broglia l'aveva vista l'undici maggio, e che ora è conservato all'interno del santuario. Poco più di un anno dopo, il 10 settembre 1511, il cattolico Roberto Stuart, figlio di Giacomo di Scozia e comandante generale delle truppe francesi, pose la prima pietra per erigere il santuario. Vi fu subito un problema con i custodi del convento, e il consiglio di Peschiera chiamò i Padri Minori Francescani a sostituire i Servi di Maria già nel 1514, il 15 giugno. Una bolla di papa Leone X del 14 gennaio 1518 diede facoltà ai francescani di costruire un convento in clausura e di abitarvi in perpetuo. Si creò così un binomio fra i francescani e il santuario interrotto solo da Napoleone con l'esproprio delle abbazie.
La chiesa è ricca di opere d'arte, viene definita da alcuni una pinacoteca: sono presenti di Paolo Farinati due tele, La Natività e Madonna e Santi, dodici tele di Giovanni Andrea Bertanza Misteri del Rosario e Santi, una di Zeno da Verona San Pietro e San Giovanni Battista e quattro tele di Muttoni il Giovane. Del Farinati, con l'aiuto dei figli Orazio e Cecilia sono gli affreschi interni presenti anche in ogni cappella. All'interno è notevole il coro in noce del 1652 voluto da fra Bartolomeo Speciani. All'esterno le lunette sono dipinte sempre da Muttoni il giovane. Sui muri interni del santuario vi sono simboli, fotografie,o articoli di giornale che raccontano la presunta miracolazione di diverse persone, avvenuta grazie alla Madonnina del frassino.
La statua della Madonnina è in terracotta, alta una quindicina di centimetri, probabilmente di manifattura francese.
L'11 maggio 2010 è stato il 500º anniversario della miracolazione di Broglia, ricordato con due pellegrinaggi svoltisi nelle strade di Peschiera. A parteciparvi sono stati in mattina tutti gli alunni delle scuole arilicensi, e in serata i fedeli delle tre parrocchie del paese.
Non lontano dal santuario si trovano due vie dedicate alla celebre coppia dello spettacolo Sandra Mondaini e Raimondo Vianello entrambi deceduti nel 2010. Le due vie hanno la caratteristica di incrociarsi e le due targhe con i rispettivi nomi sono fissate sullo stesso palo (più alta quella recante il nome di Vianello rispetto a quella con il nome della Mondaini più in basso). Sul web alcuni utenti l'hanno definito l'incrocio stradale più romantico al mondo.

#### Chiesa parrocchiale di San Martino Vescovo

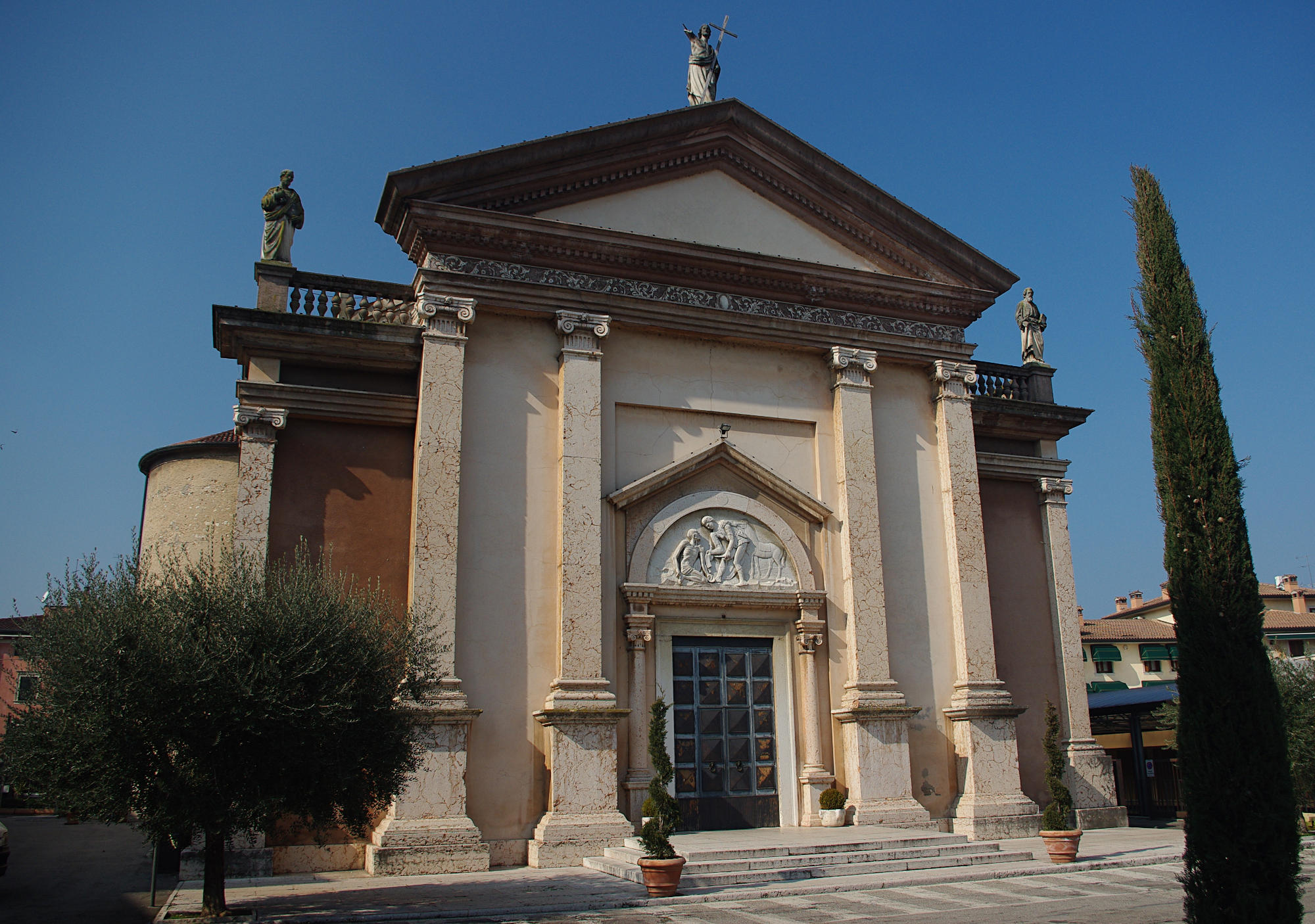
La chiesa di San Martino

L'edificio attuale fu eretto nel 1820-22 sul luogo di una precedente chiesa requisita da Napoleone Buonaparte nel 1812 per farne un magazzino militare e un ospedale, e abbattuta nel 1814 in quanto pericolante. Nel 1930-1933 la chiesa raggiunse l'assetto attuale. Nel 1937 l'interno fu affrescato dal pittore Severino Saoncella e nel 1966 vi fu un'ulteriore ristrutturazione.
All'interno della chiesa è conservata una reliquia del Beato Andrea da Peschiera.
Nel 2008 sono stati restaurati gli affreschi e gli apparati decorativi.

#### Altre chiese di Peschiera
Nel territorio comunale sono presenti anche altre due chiese parrocchiali: quella dedicata a san Benedetto, costruita nel 1962 a San Benedetto di Lugana, di fianco all'antica chiesetta della frazione, tuttora esistente; e quella dedicata al Beato Andrea da Peschiera, edificata nel 1988 nella zona meridionale del paese, contenente una reliquia del beato compatrono.

### Architetture militari
- La Fortezza, Patrimonio UNESCO - XVI secolo
- Fortificazioni esterne - XVI secolo
- Porta Brescia - XVI secolo
- Porta Verona - XVI secolo
- Forte Ardietti - XIX secolo

### Siti archeologici
- Sito palafitticolo Belvedere - Patrimonio UNESCO
- Sito palafitticolo Frassino - Patrimonio UNESCO

#### Gli scavi romani
Sono collocati nel centro del paese, di fianco alla chiesa di San Martino. Nella parte conservata e protetta, si riconosce sul lato nord un impianto di una casa che si affaccia su una corte selciata. Gli ambienti hanno pavimenti diversi: mosaico, battuto di scaglie di pietra e cocciopesto. Il cavedio interno è lastricato. La parte a sud delinea dei vani dei quali è difficile definire l'utilizzo. La parte ora scoperta è ridotta rispetto a quella originaria: nel 1981 fu interrata una parte meno interessante e fortemente mutata per successivi lavori rispetto all'impianto originale.

### Aree naturali

#### Laghetto del Frassino
È un piccolo lago, di origine glaciale, con una superficie di circa 80 ettari e una profondità massima di 15 metri, particolarmente importante dal punto di vista naturalistico per la varietà di specie animali e vegetali che si trovano sulle sue sponde. Per questo, nel 2000 l'Unione Europea l'ha inserito tra i siti di importanza comunitaria (SIC) e le zone a protezione (ZPS). Tuttavia, gli imminenti lavori di realizzazione della linea ferroviaria TAV Milano-Venezia potranno mettere in seria difficoltà il mantenimento degli equilibri naturali dell'area, compresa tra la ferrovia e l'autostrada A4, oltre ad incendi dolosi e insistenti richieste d'edificabilità fino al 2012.

## Galleria d'immagini

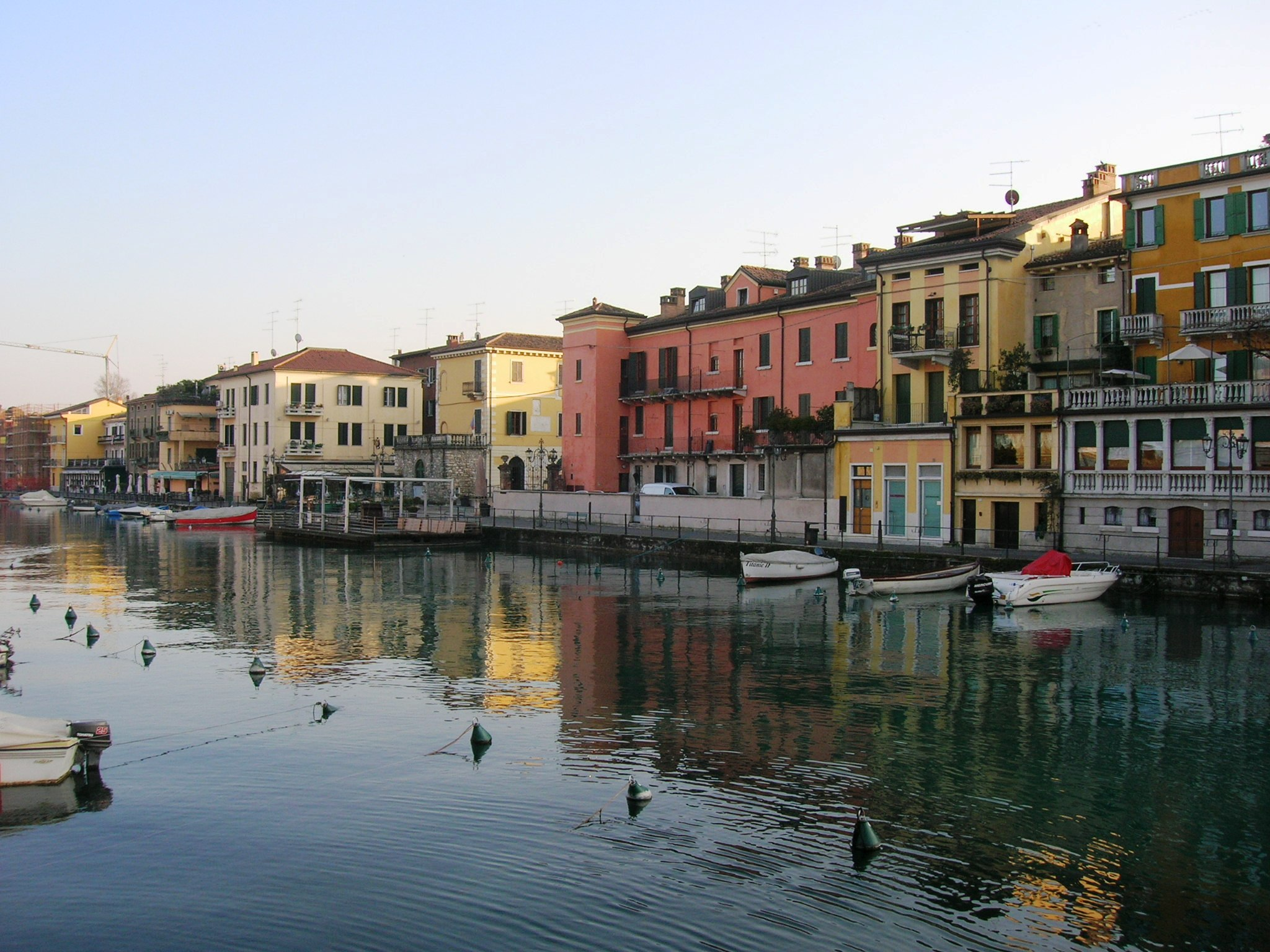
Il centro storico dentro le mura
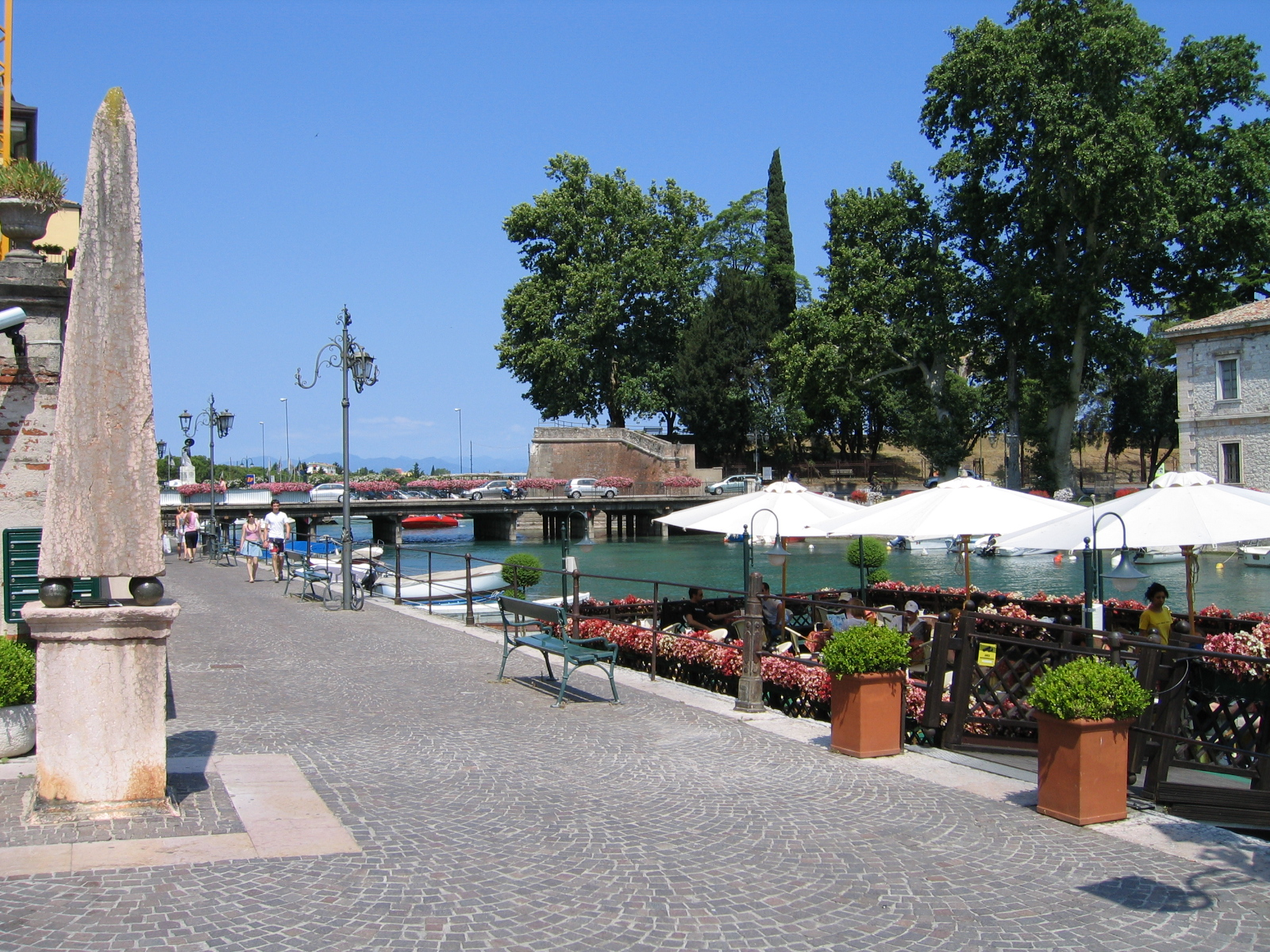
Porto
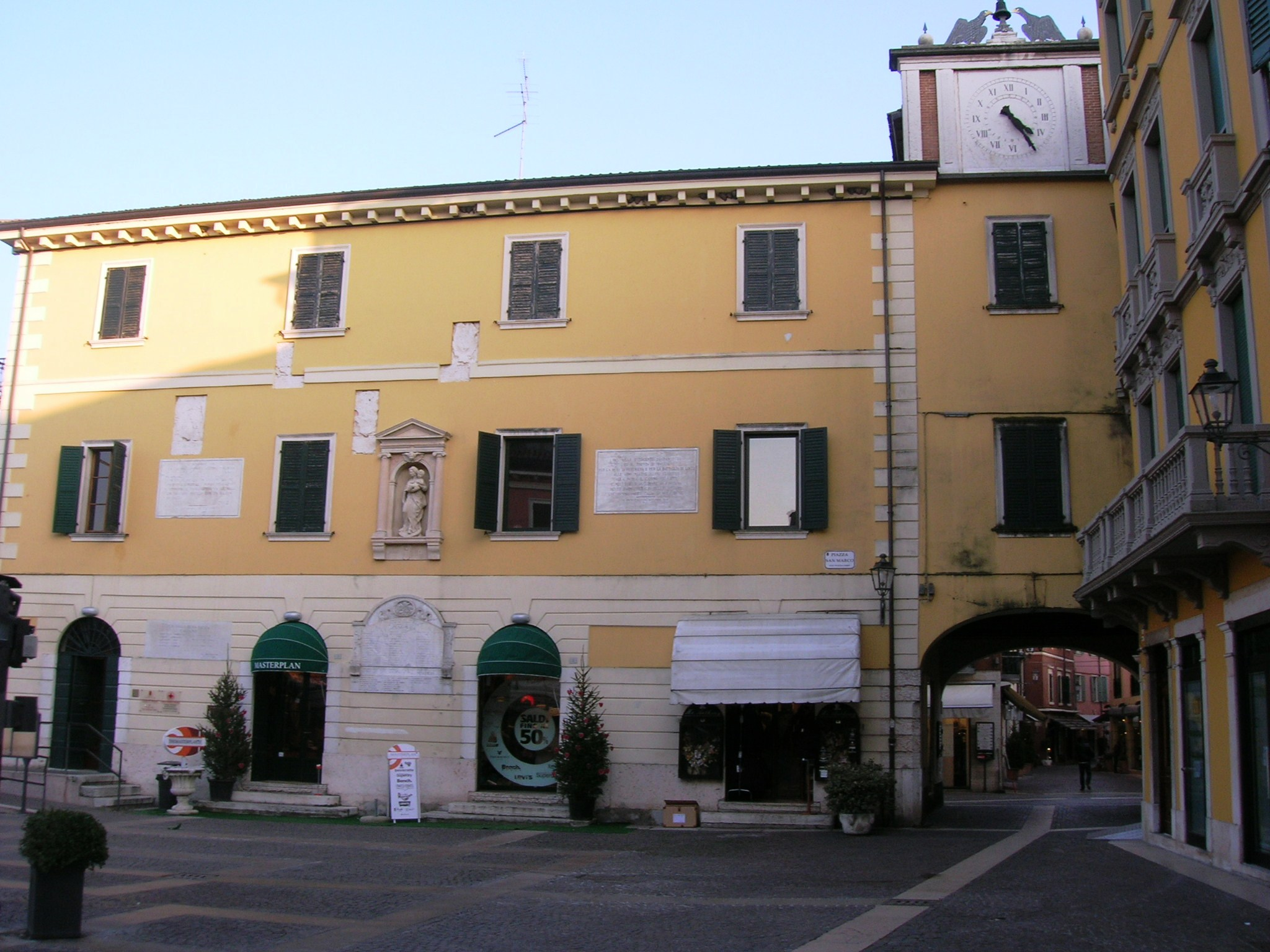
Piazza San Marco
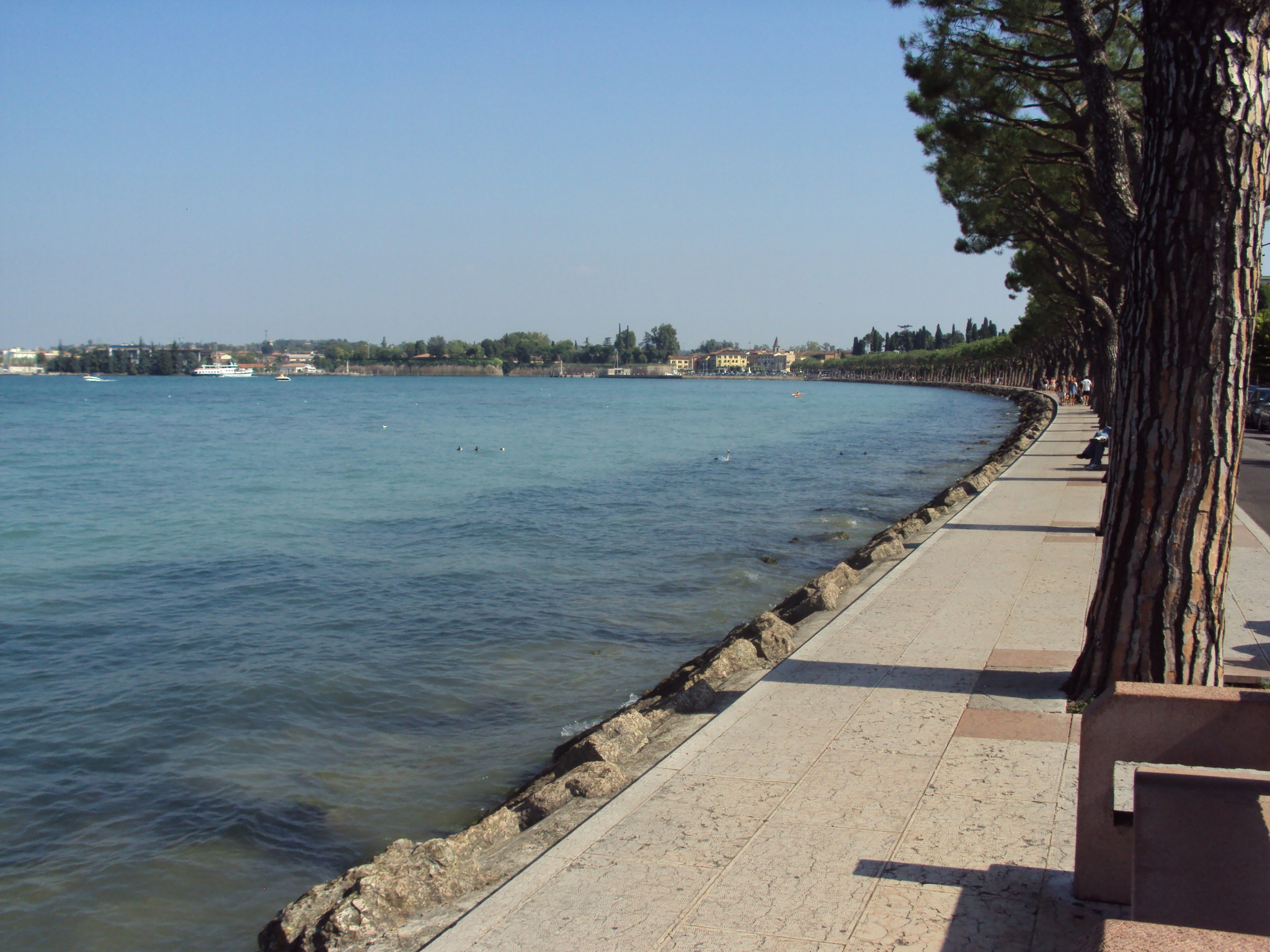
Lungolago
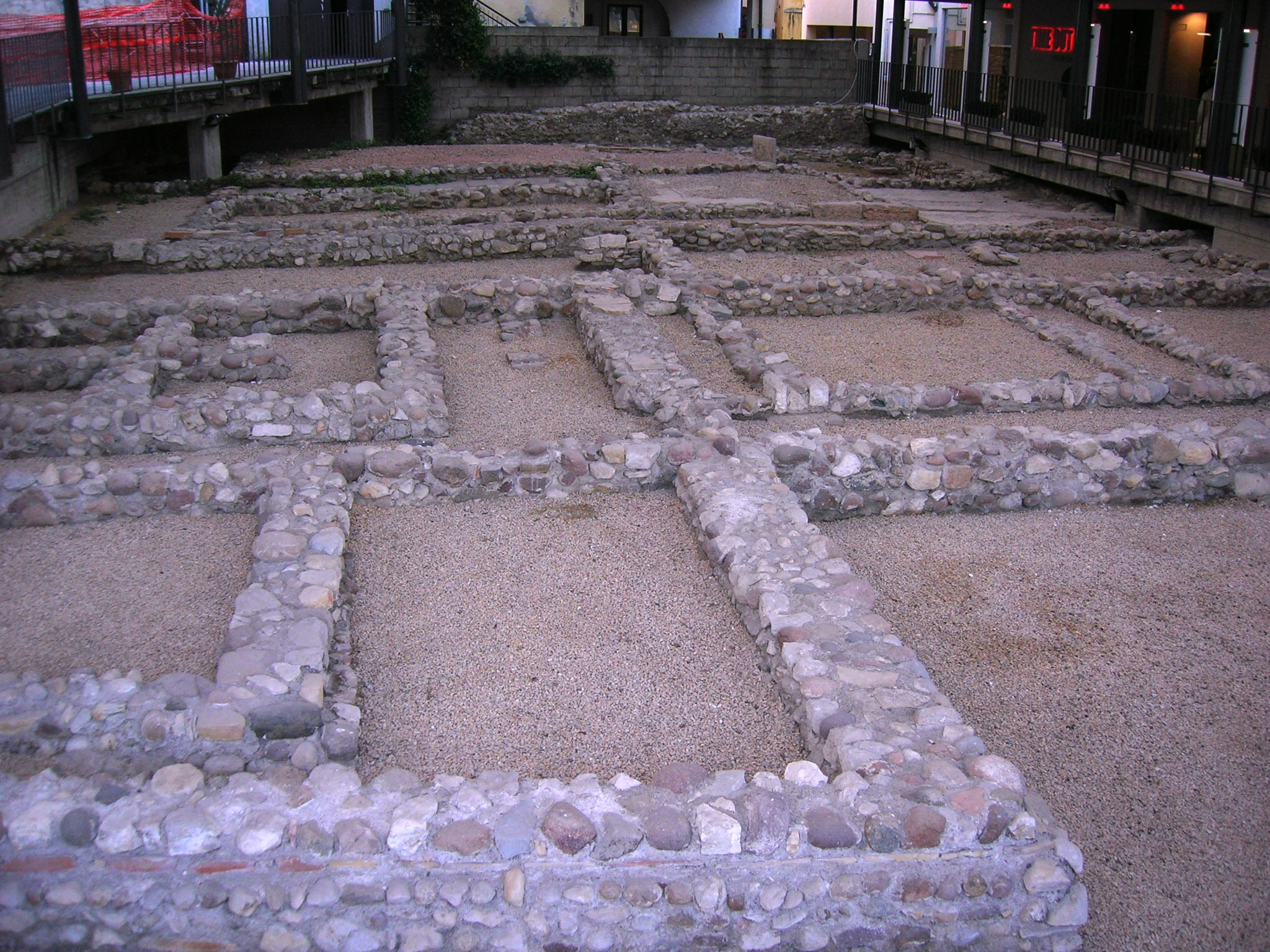
Scavi archeologici romani
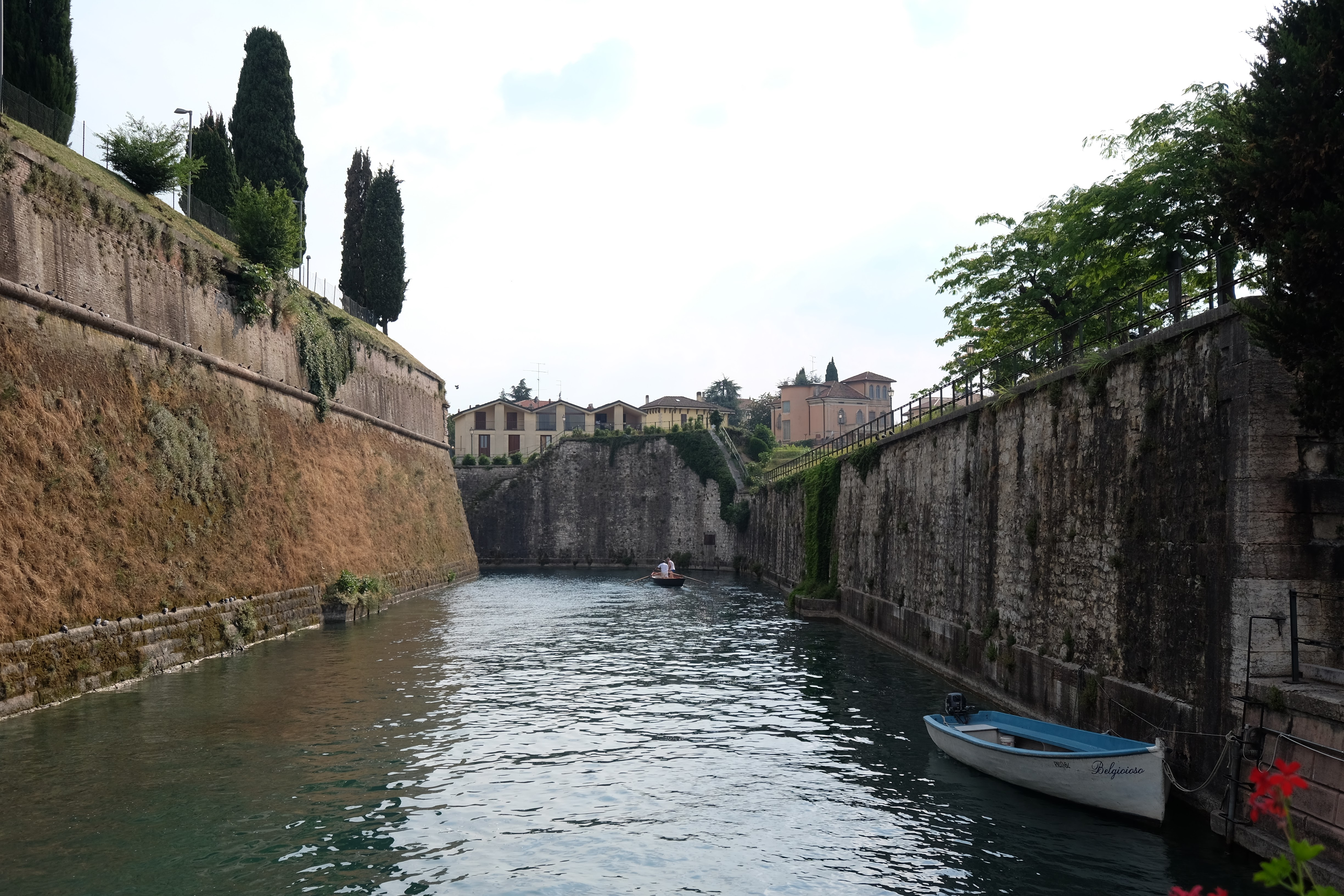
La fortezza di Peschiera
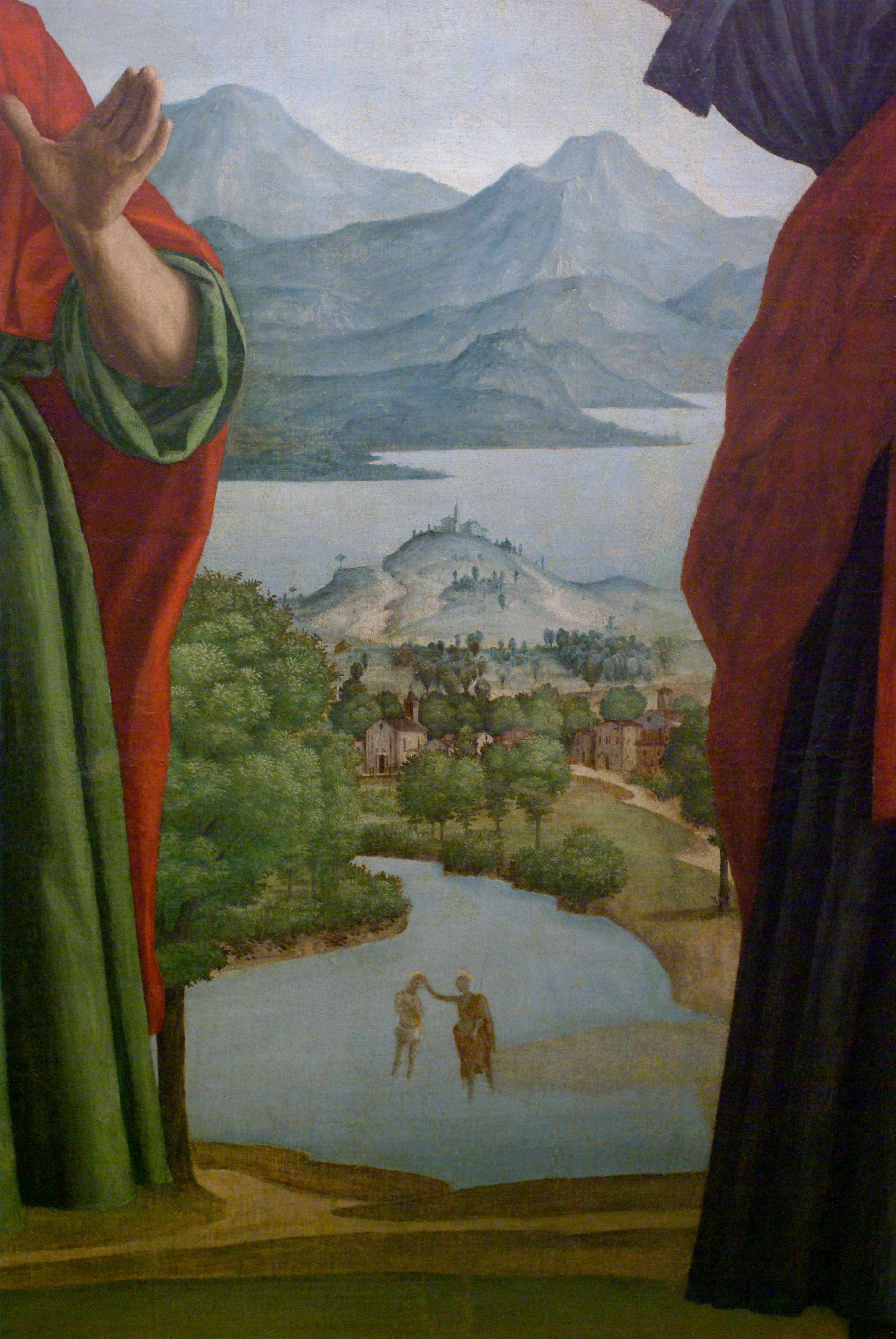
Vista di Peschiera del Garda del 1533 di Girolamo dai Libri
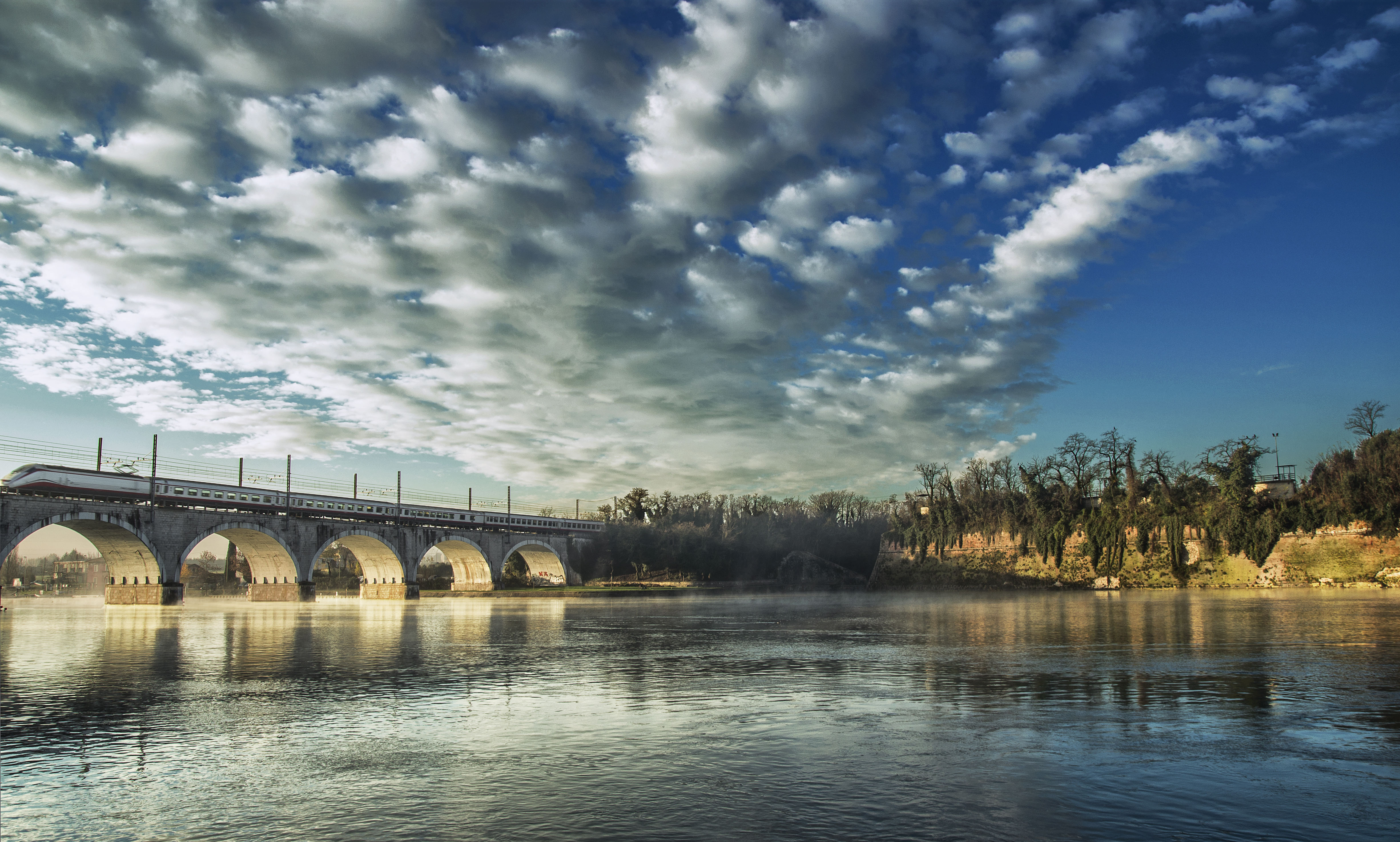
Peschiera del Garda-Ponte ferroviario
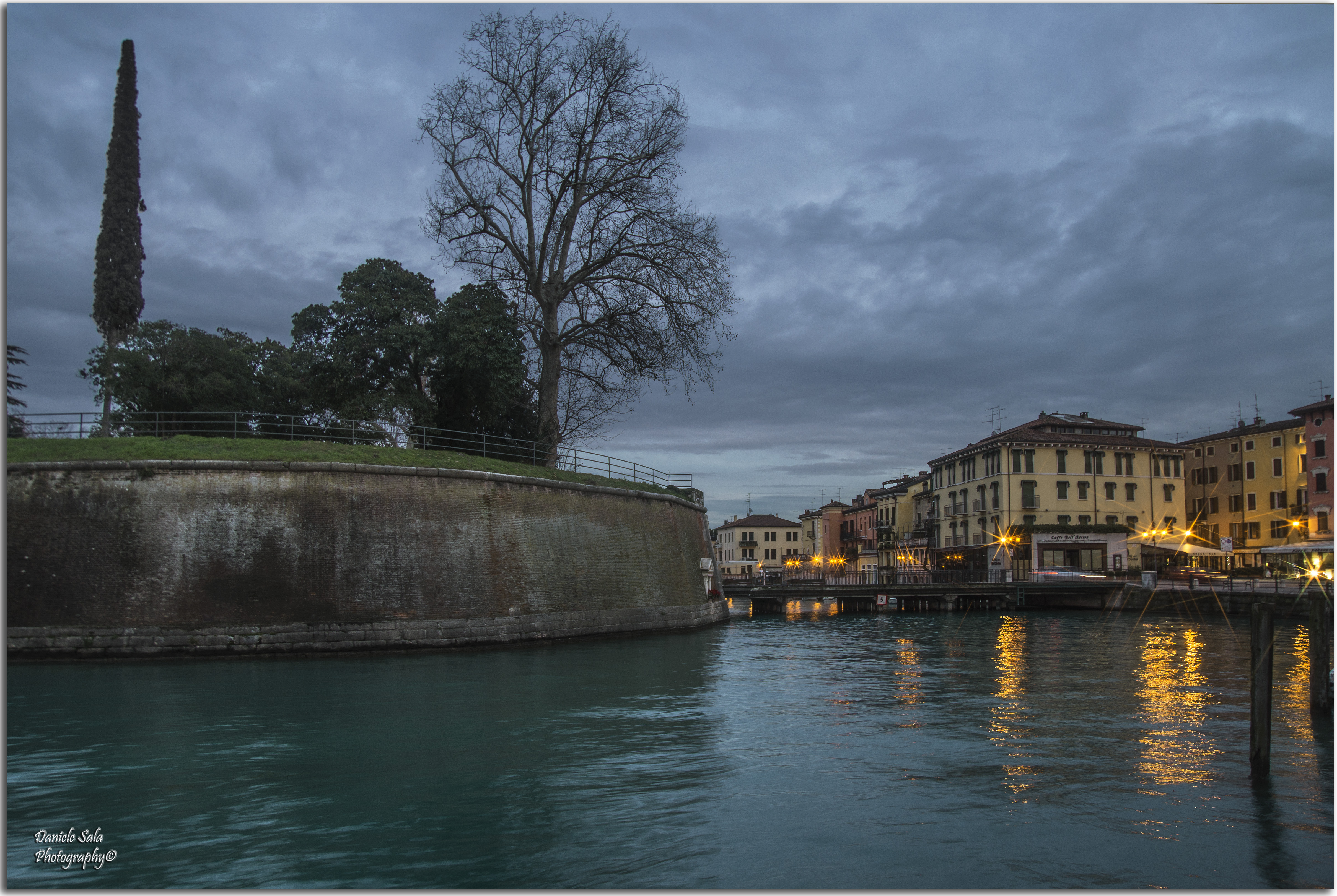
Bastione Cantarane
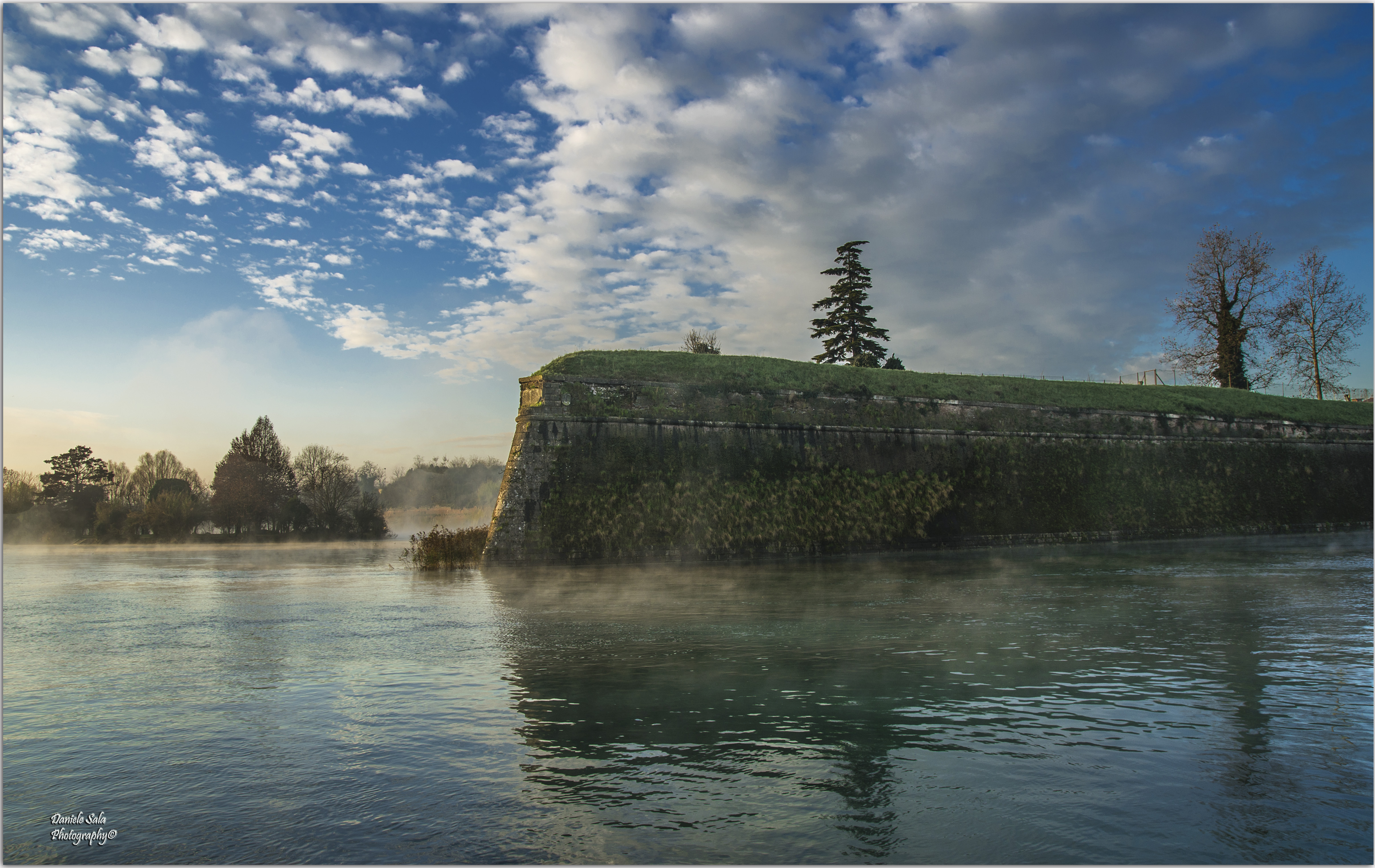
Bastione San Marco
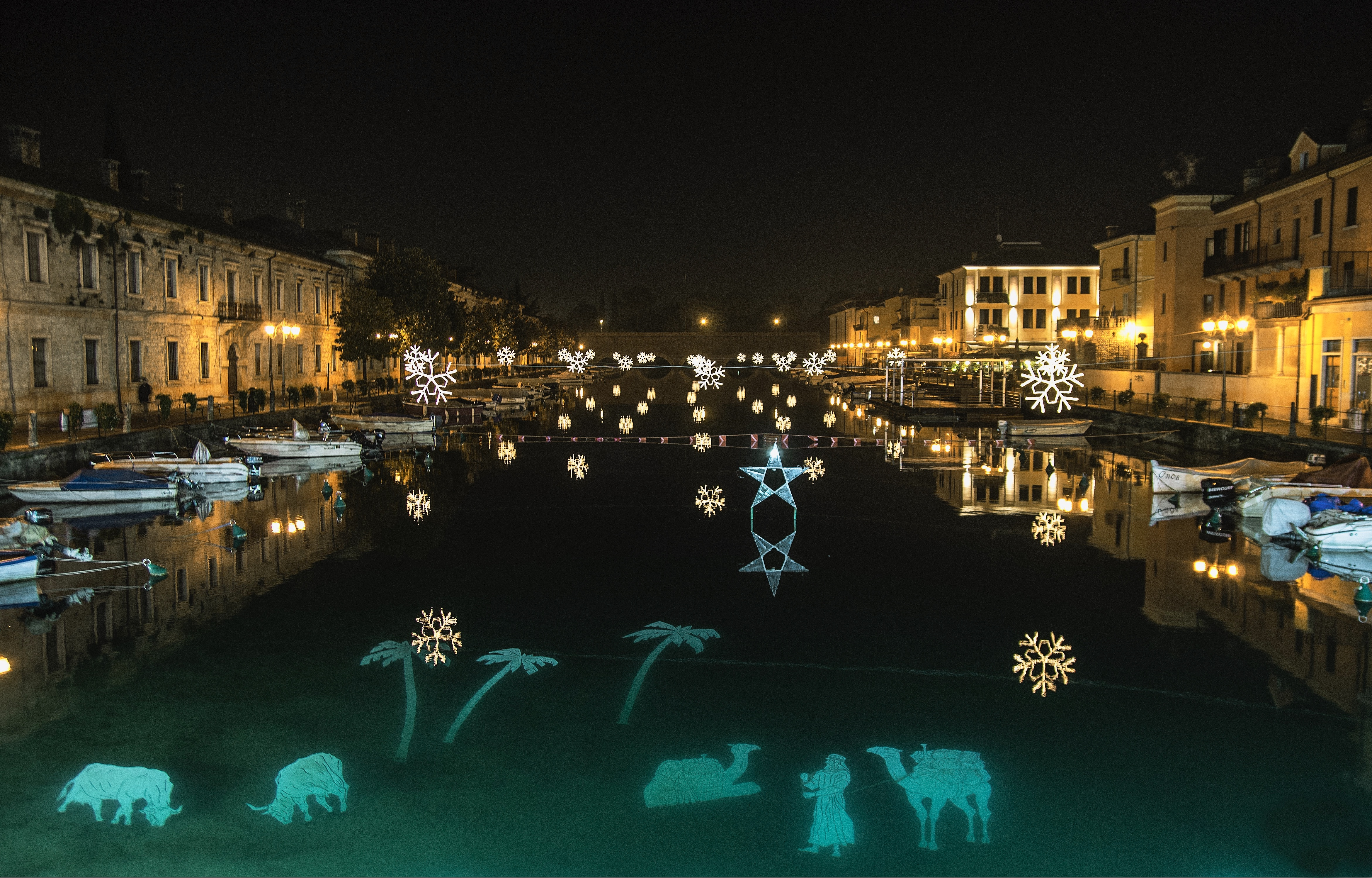
Canale di mezzo con presepe subacqueo
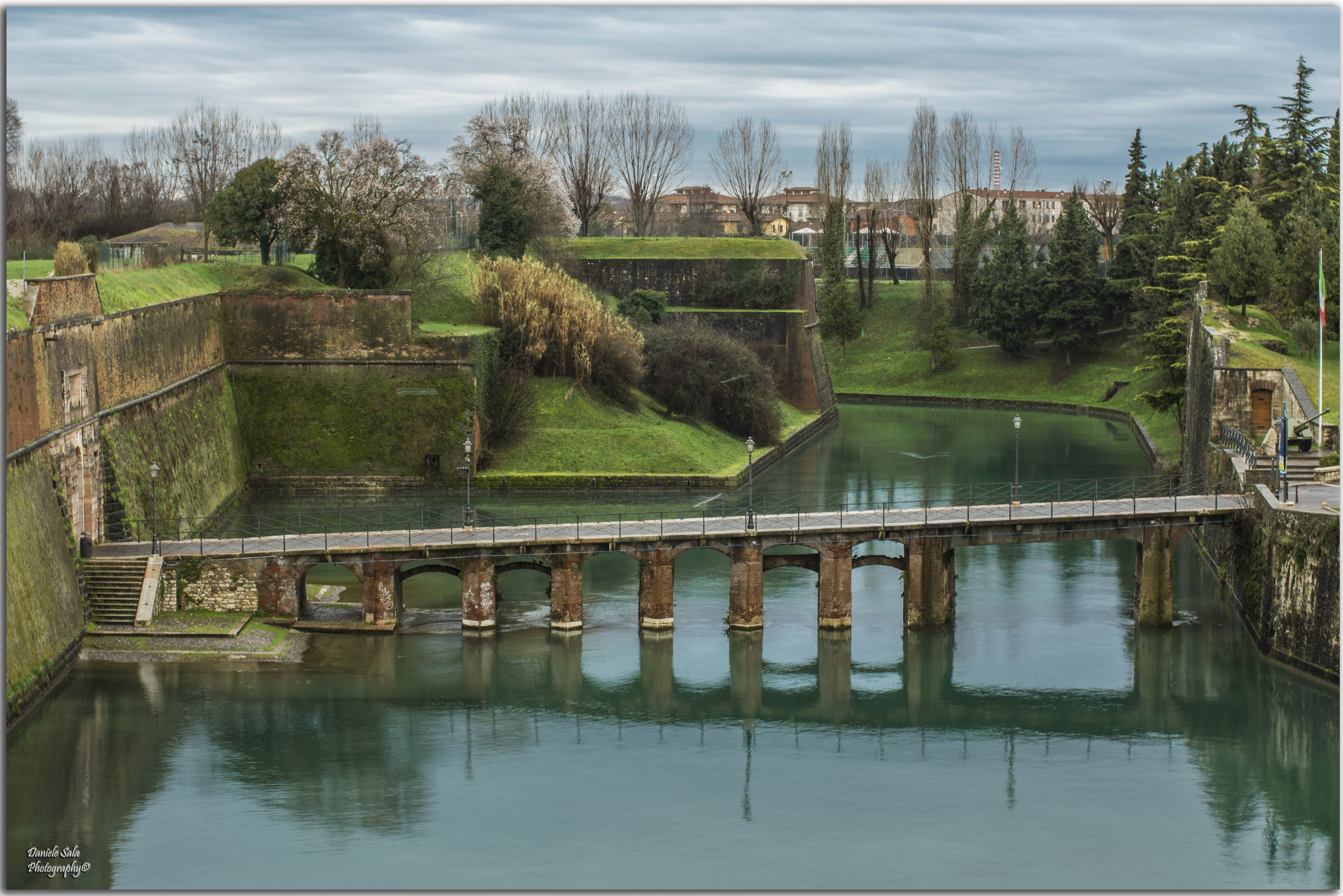
Ponte di Porta Brescia
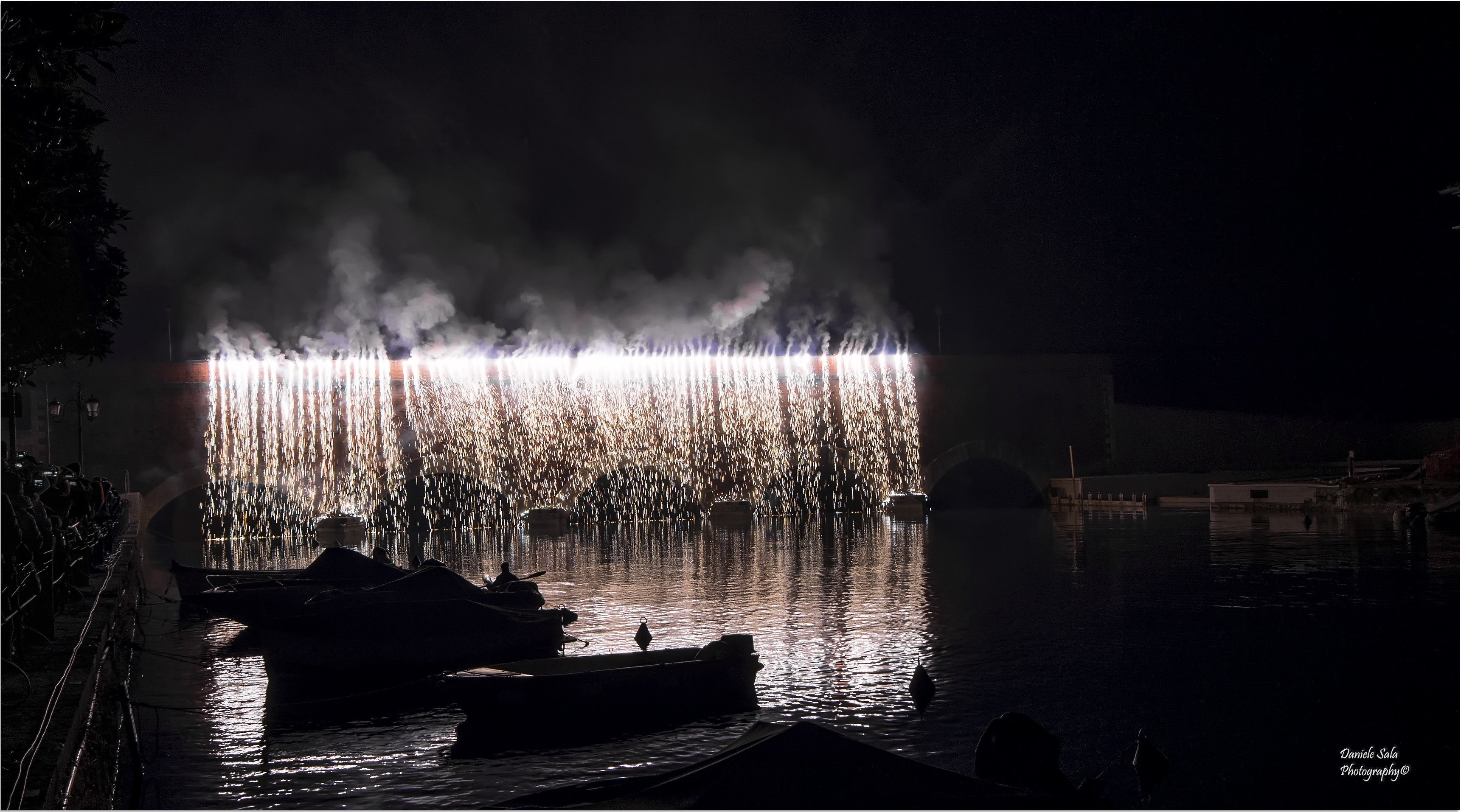
Festa di San Martino - Spettacolo pirotecnico sul ponte dei Voltoni
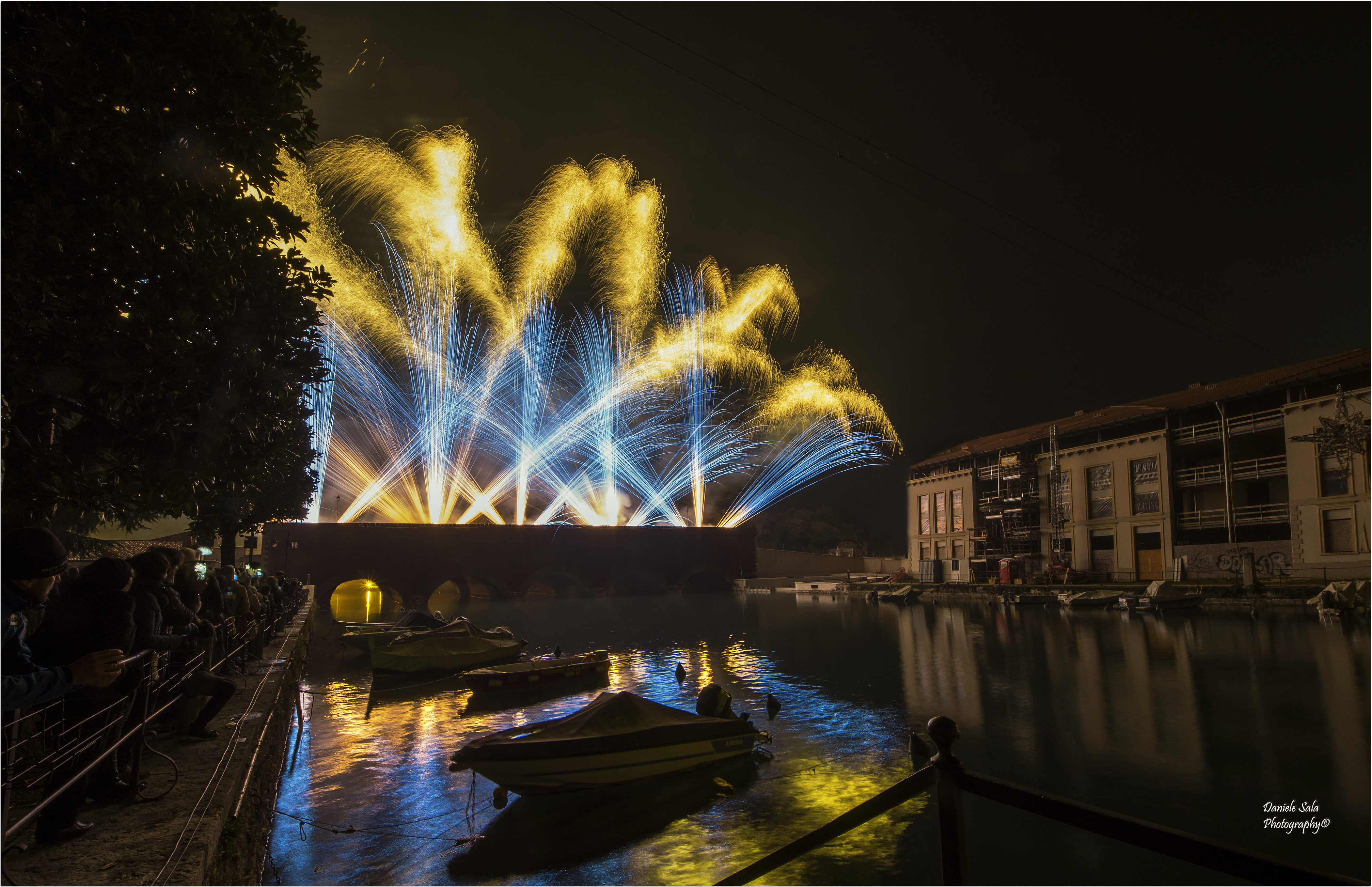
Festa di San Martino - Fuochi pirotecnici dal ponte dei Voltoni

## Società

### Evoluzione demografica
Abitanti censiti

### Etnie e minoranze straniere
Secondo i dati ISTAT al 31 dicembre 2015 la popolazione straniera residente era di 1 318 persone. Le nazionalità maggiormente rappresentate in base alla loro percentuale sul totale della popolazione residente erano:
- Albania 294 (2,84%)
- Moldavia 203 (1,96%)
- Romania 158 (1,53%)
- Brasile 127 (1,23%)
- Marocco 92 (0,89%)
- Cina 69 (0,67%)
- Macedonia 33 (0,32%)
- Germania 32 (0,31%)
- India 32 (0,31%)
- Tunisia 25 (0,24%)

## Cultura

### Musei
- Museo della pesca

### Eventi
Data la sua natura turistica, Peschiera offre ai suoi ospiti diversi eventi soprattutto nel corso dell'estate. Tra i più importanti:
- Artisti di strada, esposizione di opere di pittori e scultori nel centro storico;
- Trofeo di vela città di Peschiera, regata velica organizzata da Il comune assessorato alla cultura;
- Regata delle Bisse, regata remiera organizzata dalla Lega Bisse del Garda.Tappa del campionato delle bisse, tradizionali imbarcazioni da voga alla veneta, che si tiene tra luglio e agosto di ogni anno. L'imbarcazione vincitrice del campionato otterrà come trofeo la bandiera del lago;
- Luganeggiando, itinerario guidato in bicicletta e a piedi lungo le cantine di produzione del vino Lugana. La manifestazione è stata interrotta nel 2003, ma è stata organizzata dalla nuova Pro Loco per il 2007;
- Ali su Peschiera, manifestazione aerea, con la presenza di vari modelli di aeroplani, comprese le Frecce Tricolori;
- Palio delle mura, gara di voga veneta intorno alle mura della fortezza;
- Festa di San Martino, patrono del paese, con spettacoli, stand gastronomici, l'osteria di Porta Brescia, la Regata di voga veneta "Palio di San Martino" e lo spettacolo pirotecnico-musicale dell'incendio dei Voltoni;
- La Dolce Notte, durante il mese di giugno, dove si alternano spettacoli, musica dal vivo e dj set all'interno delle mura storiche di Porta Verona.

### Riferimenti letterari
Peschiera è ricordata da Dante nel ventesimo canto dell'Inferno dal 70º al 78º verso assieme al Mincio, esprimendo un concetto ripreso più volte nel definire Peschiera e le sue acque:
Inoltre, una parte del romanzo Sepolcro dello scrittore Clive Cussler, pubblicato in Italia nel 2015, si ambienta proprio a Peschiera del Garda.

## Economia

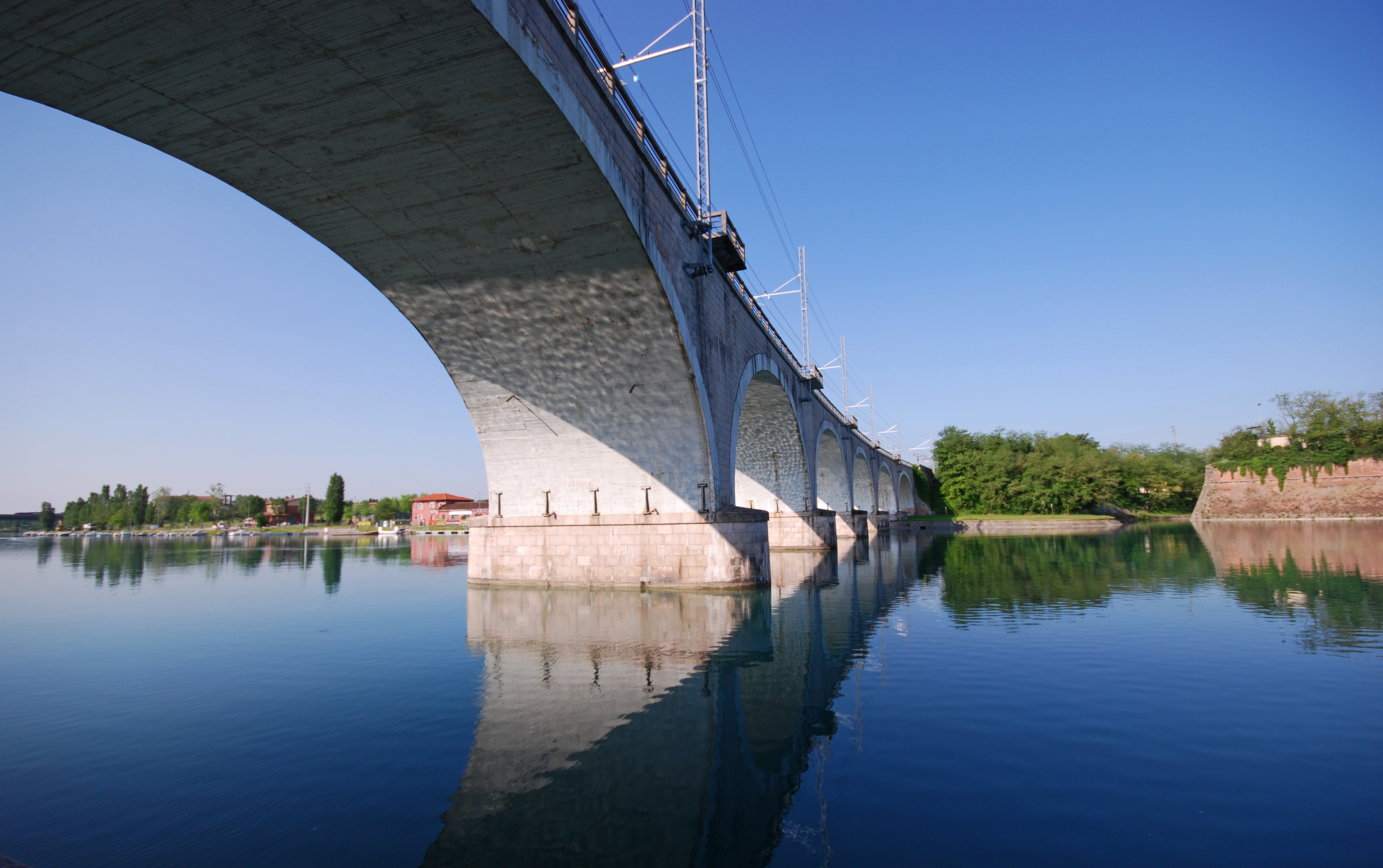
Il ponte ferroviario

L'economia di Peschiera è essenzialmente turistica. L'accoglienza turistica è basata su alberghi, campeggi e seconde case con una presenza annua di circa 800.000 persone/anno. Si stima che durante l'estate la popolazione di Peschiera più che raddoppi.
L'attività agricola è incentrata sulla produzione del vino bianco Lugana (Lugana DOC, Lugana superiore e Lugana spumante), soprattutto nella zona occidentale del comune, al confine con la provincia di Brescia.
Sono presenti attività industriali e commerciali.

## Infrastrutture e trasporti
La stazione di Peschiera del Garda, posta lungo la ferrovia Milano-Venezia, è servita da collegamenti regionali svolti da Trenitalia e Trenord nell'ambito del contratto di servizio stipulato con le Regioni interessate.
Due ulteriori impianti, le stazioni di Peschiera FMP e Peschiera Darsena, fungevano da capolinea settentrionali della ferrovia Mantova-Peschiera, attiva fra il 1934 e il 1967.

## Amministrazione

Il gonfalone comunale

| Periodo          | Periodo          | Primo cittadino        | Partito                      | Carica      | Note          |
| ---------------- | ---------------- | ---------------------- | ---------------------------- | ----------- | ------------- |
| 6 ottobre 1988   | 10 marzo 1989    | Franco Gandini         | DC                           | Sindaco     | [ 14 ]        |
| 10 marzo 1989    | 5 maggio 1992    | Emilio Poli            | DC                           | Sindaco     | [ 15 ]        |
| 12 giugno 1992   | 17 dicembre 1992 | Andrea Militello       | DC                           | Sindaco     | [ 16 ]        |
| 17 dicembre 1992 | 7 giugno 1993    | Mattia Gerardino       |                              | Commissario | [ 17 ] [ 18 ] |
| 7 giugno 1993    | 14 maggio 2001   | Umberto Chincarini     | Liga Veneta-Lega Nord        | Sindaco     | [ 19 ] [ 20 ] |
| 14 maggio 2001   | 3 ottobre 2003   | Bruno Dalla Pellegrina | lista civica di centrodestra | Sindaco     | [ 21 ]        |
| 3 ottobre 2003   | 14 giugno 2004   | Maria Rosaria Laganà   |                              | Commissario | [ 22 ] [ 23 ] |
| 14 giugno 2004   | 26 maggio 2014   | Umberto Chincarini     | lista civica                 | Sindaco     | [ 24 ] [ 25 ] |
| 26 maggio 2014   | in carica        | Maria Orietta Gaiulli  | lista civica                 | Sindaco     |               |

### Patti d'amicizia
- Capoterra[26]
- Ula Tirso[senza fonte]

## Sport

### Calcio
La principale squadra di calcio della città è l'A.S.D. Peschiera 1996 che milita nel girone A veneto di 1ª Categoria. È nata il 18 luglio 1996.
Basket
La principale squadra di pallacanestro della città è l'A.S.D. Arilica basket nata nel 1991 e militante nel campionato di serie C.